# Jordi Figueras Montel
Jordi Figueras Montel (ur. 16 maja 1987 w Lleidzie) – hiszpański piłkarz występujący na pozycji obrońcy w Real Betis.

## Kariera
Jordi Figueras Montel jest wychowankiem klubu UE Lleida. W 2005 roku trafił do rezerw Realu Madryt. Trzy lata później przeniósł się do Celty Vigo. W 2010 roku został piłkarzem Rubinu Kazań, gdzie dostał koszulkę z numerem 33. W 2010 roku wypożyczono go do Realu Valladolid. W rundzie jesiennej sezonu 2011–12 występował w Rayo Vallecano, zaś w styczniu przeniósł się do belgijskiego Club Brugge.